# قوژدآباد
قوژدآباد نام روستایی از توابع بخش شهرآباد شهرستان بردسکن در استان خراسان رضوی است. این روستا در دهستان جلگه قرار دارد و براساس سرشماری سال ۱۳۸۵ جمعیت آن ۶۲۷ نفر (۱۷۸ خانوار) بوده است.